# Sewall Wright
Sewall Green Wright (Melrose, 1889 – Madison, 3 marzo 1988) è stato un genetista statunitense.
Autorevole sostenitore del neodarwinismo, fu docente all'università di Chicago e poi all'università del Wisconsin dal 1960 al 1965.
Utilizzò cavie nei suoi esperimenti genetici, riportando eccellenti risultati raccolti poi in Evolution and the genetics of populations (4 voll., 1968-78).
Vinse la medaglia Darwin nel 1980 e il premio Balzan nel 1983.